# 鶴惣市

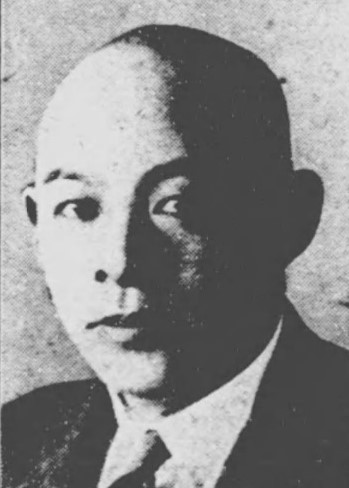
鶴惣市

鶴 惣市（つる そういち、1894年（明治27年）2月23日 - 1961年（昭和36年）3月9日）は、大正から昭和時代前期の政治家、実業家。衆議院議員（3期）。

## 経歴
福岡県三池郡大牟田町（現大牟田市）に生まれる。商店員より独立し、米穀商を営み、鶴惣商店を創立し代表社員となる。のち大牟田市会議員に当選し、同参事会員、同議長、福岡県会議員、同参事会員、商工省委員、福岡県公安委員長、大牟田商工会議所顧問、大牟田市体育協会長、大和冷凍興業社長を歴任する。
1936年（昭和11年）2月の第19回衆議院議員総選挙では福岡県第3区から立憲政友会所属で出馬し当選。以後、衆議院議員を通算3期務めた。戦後は日本進歩党所属に転じた。鈴木貫太郎内閣で外務参与官を務めた。
その後、戦時中翼賛議員のため公職追放となった。1951年（昭和26年）追放解除